# Styren
Styren er en kulbrinte med den kemiske formel C6H5CH=CH2 og kaldes også vinylbenzen, ethenylbenzene, cinnamene, styrol, phenethylene, phenylethene, diarex HF 77, styrolene og styropol. Styren er en farveløs til gullig olie-lignende cyklisk kulbrinte, som let fordamper og har en sødlig aromatisk lugt, ved høje koncentrationer en ubehagelig lugt. Styren bruges i stor mængde som råstof ved produktionen af polystyren, plastik og andre polyestermaterialer, som styrenbutadiengummi og spartelmasse til træ og metal, samt som opløsningsmiddel for maling og lak. Der produceres 18 mio. t/år. Styren anses for at være kræftfremkaldende, medføre hjerneskader og lungesygdomme, og optræder på EUs liste over mistænkt hormonforstyrrende stoffer.

## Sikkerhed og sundhed
Ved arbejde med produkter der indeholder mere end 0,1% styren, skal man have lovpligtig instruktion i sikker omgang med produkterne. Beredskabsstyrelsen mærker styren som sundhedsskadelig og lokalirriterende. Styren er på Miljøstyrelsens liste over uønskede stoffer. Miljøstyrelsen finder desuden at styren skal klassificeres for effekter på hjernen, når man udsættes i lang tid, og at styren også klassificeres for den påvirkning, det kan have på ufødte børn. Det amerikanske Environmental Protection Agency har beskrevet styren som "a suspected carcinogen" og "a suspected toxin to the gastrointestinal tract, kidney, and respiratory system, among others". Styren er kun svagt toxisk med en LD50 for rotter på 500–5000 mg/kg.